# Jardin d'hiver (chanson)
Pour l’article homonyme, voir Jardin d'hiver.
Jardin d'hiver est une chanson coécrite par Benjamin Biolay et Keren Ann.  

## Histoire de la chanson
Cette chanson a été coécrite par Benjamin Biolay et Keren Ann, et figure sur le premier album en solo de Keren Ann, La Biographie de Luka Philipsen, créé en 1999 et sorti en 2000. 
En 1999 toujours, le producteur Marc di Domenico fait rencontrer Benjamin Biolay et Keren Ann à Henri Salvador. Celui-ci a plus de 80 ans et déjà toute une carrière d'artiste derrière lui, dans le domaine musical. Il a connu une première éclipse dans les années 1980, puis a tenté un premier retour sur scène avec l'album Monsieur Henri enregistré en 1994. Un échec. Depuis, il profite du temps qui passe. La rencontre en 1999 avec Benjamin Biolay et Keren Ann, et les projets de chanson qu'ils lui proposent, dont Jardin d'hiver, sur des textes poétiques et des musiques bossa-nova, le décident à réenregistrer. Des maquettes sont réalisées. Mais Marc di Domenico a ensuite du mal à convaincre une maison de disque de la possibilité d'un come-back d'Henri Salvador. Finalement, c'est son ami Philippe Ulrich qui se lance et apporte son soutien au projet, après avoir écouté les maquettes. L'enregistrement des titres commence en 1999, pendant plusieurs mois, et l'album, Chambre avec vue, dont c'est le premier titre, sort le 12 décembre 2000. C'est un succès, avec également un très bon accueil des critiques, et plusieurs Victoires de la Musique en 2001 (et une autre en 2002 pour la tournée). Henri Salvador réussit ainsi un des plus beaux come-back de l'histoire de la chanson française, à plus de 80 ans et après une carrière musicale sur 65 ans,,.
Revoir un Latécoère est une allusion aux hydravions de l'entre deux guerre qui portaient le courrier en Amérique du Sud. 
Le thème musical ressemble à celui de Café España  du groupe de jazz [Jazz Project|Caribbean Jazz Project]  sur leur album éponyme The Caribbean Jazz Project en 1995.
En 2008, Lynda Lemay et Henri Salvador chantent le titre en duo.

## Reprises
La chanson Jardin d'hiver a été reprise par Jacky Terrasson, en 2002, dans son album Smile ; le style est ici beaucoup plus jazz, avec un trio piano-contrebasse-batterie, et une harmonie tout aussi riche et émouvante.
Bïa, en 2005, dans son album Cœur vagabond - Coração vagabundo, en fait une traduction en portugais, Jardim.
Rosa Passos, dans son album Rosa, publié en 2006, reprend Jardim dans la  traduction en portugais de Bïa et Michelino Silvano.
Le titre a été repris en 2010 par Tchavolo Schmitt dans l'album Live in Paris, dans une version musicale jazz manouche.
La chanson a également fait l'objet d'autres reprises, notamment :
- en 2010 par Stacey Kent[1]  dans son album Raconte-moi... [8]
- en 2012 par Ousanousava dans son album de reprises Ces artistes qui nous lient : de Brassens à Nougaro[9].
- en 2013 par Luz Casal[1]  dans son album Almas Gemelas[10]
- en 2016 par Pauline Croze dans son album Bossa Nova[1],[11]
- en 2018 par Mario Biondi dans son album Brasil
- en 2019 par Vaimalama Chaves dans son album Good Vaïbes
- en 2020 par Voyou dans son album Des confettis en désordre[12]
- en 2021 par joaqm dans sa mixtape Retrospective Mixtape
- en 2021 par Emma Peters dans son album Emma Peters Cover
- en 2022 par le groupe L.E.J dans leur album de reprise Vol.II : Jardin d'hiver x Que reste-t-il de nos amours[13]
- en 2024 par Waxx et Ibeyi sur l'album de Waxx Etincelle